# チャールズ・イートン (王立オーストラリア空軍士官)
チャールズ・イートン (1895年12月21日 –  1979年11月12日)は、元オーストラリア空軍の士官、パイロット。後に外交官として貢献した。ロンドンに生まれ、第一次世界大戦の勃発によりイギリス陸軍に入隊し、1917年にイギリス陸軍航空隊に移る前に西部戦線に参戦した。第206飛行隊の爆撃機パイロットとして配属され、二度ドイツ軍に捕まったが二度脱走した。1920年に軍を離れ、1923年にオーストラリアに移るまでインドで働いた。2年後、オーストラリア空軍に入隊し第1飛行訓練学校の教官として貢献した。1929年から1931年の間に、オーストラリア中央部で行方不明となった航空機を探索するため3度遠征の主導者に選ばれ、国民の関心を集めた、そして彼の「義務に熱意と献身」により空軍十字章を獲得した。

## 若年期と第一次世界大戦

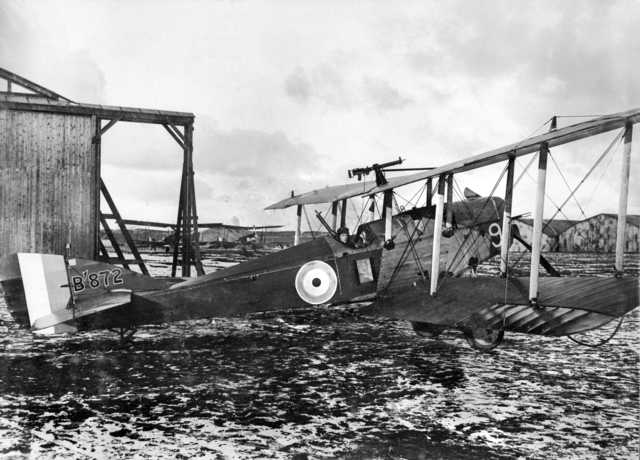
Lieutenant Eaton RFC、1917年11月のロンドン

1895年12月21日、ロンドンのランベスで肉屋のウィリアム・ウォルポール・イートンと妻グレースの息子として生まれた。